# Fachinformation (Arzneimittel)
Die Fachinformation eines Arzneimittels ist ein detailliertes Dokument, das unter anderem Daten über Darreichungsform und Stärke, Anwendungsgebiete (Indikationen), Dosierung, Wirkung, Nebenwirkungen, Arzneimittelwechselwirkungen und Gegenanzeigen (Kontraindikationen) des Präparats enthält. Abgesehen von wenigen nationalen Besonderheiten wie Verkaufsabgrenzung bzw. Rezeptpflichtstatus (freiverkäuflich, apotheken-, verschreibungspflichtig, verschreibungspflichtiges Betäubungsmittel bzw. Suchtgift, wiederholte Abgabe) entspricht die Fachinformation inhaltlich der Zusammenfassung der Merkmale des Arzneimittels. Die Fachinformation wendet sich vorwiegend an die Fachkreise der Heilberufe, ist grundsätzlich für alle Bürger zugänglich und online auf Seiten der Arzneimittelbehörden abrufbar.

## Rechtliche Regelung
Der Text der Fachinformation muss von der zuständigen Behörde genehmigt werden, d. h. von der Europäischen Kommission oder der entsprechenden nationalen Behörde. In Deutschland handelt es sich dabei um das Bundesinstitut für Arzneimittel und Medizinprodukte (BfArM), in der Schweiz um das Schweizerische Heilmittelinstitut Swissmedic und in Österreich um die (bundeseigene) Österreichische Agentur für Gesundheit und Ernährungssicherheit (AGES, Geschäftsbereich Medizinmarktaufsicht).
Den Inhalt und die Abfolge der Informationen regelt für nationale Zulassungen in Deutschland das Arzneimittelgesetz. Es verpflichtet auch Pharmareferenten die Fachinformationen von besprochenen Arzneimitteln bei ihren Arztbesuchen vorzulegen.